# Branko Vukelić (ministar)
Branko Vukelić (Karlovac, 9. ožujka 1958. – Karlovac, 3. svibnja 2013. ), bio je hrvatski političar i bivši ministar obrane u Vladi Republike Hrvatske.
Diplomirao na Elektrotehničkom fakultetu u Zagrebu. Političku karijeru započeo je u Karlovcu, gdje je najprije bio vijećnik u gradskom vijeću, a potom je bio i gradonačelnik Karlovca od 1997. do 2001. godine. Bio je član HDZ-a, te obnašao visoke stranačke funkcije. Na parlamentarnim izborima 2003. godine bio je izabran u Hrvatski sabor, međutim zastupnički mandat je tada stavio u mirovanje, jer je postao ministrom gospodarstva rada i poduzetništva u Vladi premijera Ive Sanadera.
12. siječnja 2008. u novom mandatu Vlade premijera Sanadera postao je ministar obrane. Na toj dužnosti ostao je do 29. prosinca 2010. godine.
Nakon duge i teške bolesti preminuo je u rodnome gradu u 56. godini života.